# خاکی (فیلم)
«خاکی» (انگلیسی: Khakee) فیلمی هندی در سبک تریلر سیاسی و مهیج به کارگردانی راجکومار سانتوشی است که در سال ۲۰۰۴ منتشر شد. از بازیگران آن می‌توان به آمیتاب باچان، آکشی کومار، اجی دیوگن، آیشواریا رای و لارا دوتا اشاره کرد.

## خلاصه داستان
بازرس پلیسی بنام آنانت شریواستاو به همراه گروهش مأموریت دارند تا تروریستی بنام اقبال انصاری را به دادگاه برسانند. مأموریت آن‌ها با حملات پی در پی مأمور سابق پلیس و خلافکار معروف یعنی یاشوانت انگره مواجه می‌شود تا اینکه متوجه می‌شوند اقبال انصاری تروریست نیست بلکه قربانی یک توطئه سیاسی شده‌است و…